# 洛茨克里克鎮區 (愛荷華州靈戈爾德縣)
洛茨克里克鎮區（英語：Lotts Creek Township）是位於美國愛荷華州靈戈爾德縣的一個行政鎮區。

## 地方資料
根據2010年美國人口普查的數據，洛茨克里克鎮區的面積為70.97平方千米，當中陸地面積為70.55平方千米，而水域面積為0.42平方千米。當地共有人口77人，而人口密度為每平方千米1.08人。